# ریک جونز (صداپیشه)
ریک جونز (به انگلیسی: Rick Jones) بازیگر آمریکایی است.
از فیلم‌های معروف او می‌توان به گویندگی در انیمیشن آناستازیا اشاره کرد.